# Український Центральний Комітет у Польщі
Український Центральний Комітет у Польщі — українська організація емігрантів з Наддніпрянської України, заснована 1921 року у Варшаві. Крім культурно-освітньої діяльності, правної опіки і допомогової акції для своїх членів, УЦК був громадською базою Уряду Української Народної Республіки в Польщі, з яким тісно співпрацював. Головна Управа УЦК координувала працю відділів (у 1929 році їх налічувалося 68 з 15 000 членами) та уповноважених, які діяли в осередках скупчення емігрантів як у корінній Польщі (Варшава, Краків, Люблін, Познань, Лодзь, Торунь й ін.), так і на західних українських землях (Львів, Станиславів, Перемишль, Рівне, Ковель, Берестя та ін.). У Каліші Комітет організував відпочинкову станицю для інвалідів та українську гімназію; у Перемишлі — Бурсу ім. Симона Петлюри для дітей емігрантів. Комітет діяв до німецько-радянської окупації Польщі у 1939 році. Незмінним головою Комітету був Микола Ковальський; серед діячів УЦК були: Петро Шкурат, генерал О. Загребський, половник Олександр Вишнівський, генерал Володимир Сальський, Євген Ґловінський, полковник Олександр Кузмінський. Органом УЦК був журнал «За Незалежність» (з 1934). УЦК співпрацював з іншими українськими емігрантськими організаціями в Чехословаччині, Румунії, Франції і разом з ними влаштовував конференції української еміграції (перша відбулася 1929 року) та створив Головну Українську Еміграційну Раду.